# BAY MORNING
BAY MORNING（ベイ モーニング）は、bayfmで毎日朝に放送されていたラジオ番組である。本項では、番組開始当初のタイトルTOKYO BAY MORNINGと、サブタイトルACTIVE WEEKENDの週末版も記述する。

## 概要
1989年10月、bayfmの開局と同時に放送開始。平日版と土・日曜版とでは、番組タイトルこそ同じだが、放送内容は大きく異なっており、平日版は海外情報等を伝えるコーナーがあったり、ごく初期には英語による各種UPDATESが放送されていたのに対し、土・日曜版は波情報等を伝えるコーナーがある等、週末向け情報がメインであった。
放送時間は、当初平日版は午前6時00分～午前8時50分頃までであったが、1997年10月に、それまで前時間帯に放送していたSUNRISE CRUISEが終了したのに伴い、午前5時00分～午前8時30分に変更され、番組終了までこの時間帯での放送が続いた。土・日曜版は、午前6時00分～午前7時55分頃の時間帯で放送開始から終了まで変わらなかった。

## 番組の変遷・主な出来事
1994年、土・日曜版のDJが高木理恵から相沢元気へ交代に伴い、土・日曜版に、ACTIVE WEEKENDのサブタイトルが付けられた。

1997年10月、平日版の放送時間が午前5時00分～午前8時30分に変更される。

2001年10月、タイトルから「TOKYO」が外れる。これは千葉県知事の要請である。

2002年、平日の放送が終了し、BAY MORNING STREAMに移行する。

2004年3月、ACTIVE WEEKENDの放送が終了、『SURFSIDE BREEZE』へ移行し、のちに『OCEAN TRIBE』へ変わる。

## 各曜日のDJ
- 月〜金
  - ALAN J（1989年10月〜不明）
  - 谷沢直美（1989年10月〜不明）
- 月曜日
  - 南夏々子
  - 帆足由美
  - レーサー鹿島（～1999年9月）
  - 藤田ミキト（1999年10月～2000年9月）
  - 千葉麻衣子（2000年10月～2001年9月）
  - HARRY（2001年10月～番組終了）
- 火曜日
  - 南夏々子
  - 帆足由美（～番組終了）
- 水曜日
  - 川口雅代
  - 桂木まや
  - 渕崎ゆり子（～1998年3月）
  - 酒井道代（1998年4月～10月）
  - 三木よしえ（1998年11月～2001年9月）
  - 千葉麻衣子（2001年10月～2002年）
  - 常世晶子
- 木曜日
  - 源馬ちか子
  - 門脇知子
  - 島村幸男・田中美和子
  - 田中美和子（～2000年12月）
  - 高杉Jay二郎（2001年1月～番組終了）
- 金曜日
  - 源馬ちか子
  - 門脇知子
  - 島村幸男・田中美和子
  - 白倉律子
  - 山川牧（～1998年3月）
  - 上村由紀子（1998年4月～番組終了）
- 土・日曜日
  - きゃんひとみ（1989年10月〜不明）
  - 高木理恵（～1994年）
  - あいざわ元気（1994年～1998年9月）
  - 中尾さゆり（1998年10月～1999年3月）
  - 竹山まゆみ（1999年4月～番組終了）